# 九州男 5周年記念スペシャルライブ 1回限りの1本勝負 in 武道館〜白帯から黒帯への軌跡〜
『九州男 5周年記念スペシャルライブ 1回限りの1本勝負 in 武道館〜白帯から黒帯への軌跡〜』は、九州男の3枚目のライブDVDである。

## 概要
- 前作から約7ヵ月ぶりのライブDVDである。
- 2012年4月13日に日本武道館で行われた『九州男 5周年記念スペシャルライブ 1回限りの1本勝負 in 武道館〜白帯から黒帯への軌跡〜』のライブの模様を収録。
- 初回限定盤には日本武道館公演Tシャツ(全3色ランダム同梱)が付属される。

## 収録会場
日本武道館

## 収録映像曲

### DISC-1
1. Musical Messenger
2. try again
3. 一撃
4. ONE
5. a who dat？
6. New Birthday
7. Come In Now!
8. 待ち合わせ。。feat. lecca
9. Destiny〜九州男編〜
10. 桜道
11. 約束。。feat. HOME MADE家族
12. 手紙。。feat. hiroko(mihimaru GT)
13. dear grandma〜スペシャルムービー〜白帯から黒帯への軌跡〜
14. 想色コーディネート
15. 9island医院
16. ONE LIFE
17. music♪
18. KEEP MY WAY feat. C&K
19. 1/6000000000 feat. C&K
20. 雲の上の君え(prologue)
21. 父親
22. 地球の歩き方

### DISC-2
1. HB
2. 出会い。。feat. RED RICE from 湘南乃風, BIG RON
3. Brand New Days
4. 雲の上の君と(epilogue)
5. ありがとうの詩
6. 少年⇔未来〜映画のようなメモリー〜